# Alba Gaïa Bellugi
Pour les articles homonymes, voir Bellugi.
Alba Gaïa Bellugi, née Alba Gaïa Kraghede Bellugi le 5 mars 1995 à Paris, est une actrice française.

## Biographie
Née d'un père italien, l'acteur Duccio Bellugi-Vannuccini, et d'une mère danoise costumière.
Sa sœur, Galatéa Bellugi, est également actrice.

## Carrière
À dix ans, elle participe aux films Le Temps qui reste de François Ozon et Je m'appelle Élisabeth de Jean-Pierre Améris. Élève au lycée Sophie-Germain, où elle a passé son baccalauréat général série économique et sociale en 2013. Elle a étudié au conservatoire d'art dramatique Royal Welsh College of Music and Drama à Cardiff entre 2015 et 2018.

## Filmographie

### Cinéma

#### Longs métrages
- 2005 : Le Temps qui reste de François Ozon : Sophie petite
- 2006 : Je m'appelle Élisabeth de Jean-Pierre Améris : Betty / Élisabeth
- 2010 : La Robe du soir de Myriam Aziza : Juliette
- 2011 : Intouchables d'Éric Toledano et Olivier Nakache : Élisa
- 2012 : Thérèse Desqueyroux de Claude Miller : Thérèse petite
- 2014 : Aimer, boire et chanter d'Alain Resnais : Tilly
- 2016 : La Stoffa dei sogni de Gianfranco Cabiddu : Miranda
- 2022 : Inexorable de Fabrice Du Welz : Gloria Bartel
- 2024 : La Récréation de juillet de Pablo Cotten et Joseph Rozé : Lou
- 2024 : Maldoror de Fabrice Du Welz : Jeanne Ferrara
- 2025 : Deux Pianos de Arnaud Desplechin : Judith

#### Courts métrages
- 2012 : Désolée pour hier soir d'Hortense Gelinet : Léonore
- 2012 : Spinball d'Idriss Lettifi : Alicia
- 2014 : Azurite de Maud Garnier : Salomé
- 2015 : Pas vu pas pris de Frédéric Mermoud : Alice
- 2017 : Le Pérou de Marie Kremer : Adèle
- 2020 : Une chance unique de Joël Curtz : Charlotte
- 2024 : Le Dernier Homme de Vicky Venucci de Swann Dupont : Vicky Venucci
- 2025 : À Corps de Baptiste Giuard : Garance
- 2025 : Dieu est timide de Jocelyn Charles : Gilda

### Télévision

#### Téléfilms
- 2023 : La Fille qu'on appelle de Charlène Favier : Laura Le Corre

#### Séries télévisées
- 2014 : 3 x Manon : Manon Vidal
- 2015 - 2020 : Le Bureau des légendes : Prune Debailly
- 2017 : Manon 20 ans : Manon Vidal
- 2019 : Une île : Sabine
- 2020 - 2021 : Into the Night : Inès Mélanie Ricci
- 2023 : Abysses : Isabelle Roche
- 2024 : ConcordIA : Élodie Cailleux

## Théâtre
- 2003 : Le Dernier Caravansérail (Odyssées) d'Ariane Mnouchkine
- 2008 : Les Éphémères d'Ariane Mnouchkine
- 2023 : La Maladroite d'Alexandre Seurat

## Distinctions
- 2014 : Festival international de Televisão de São Paulo : Prix d'interprétation féminine pour 3 x Manon
- 2014 : Lauriers de la radio et de la télévision : Prix d'interprétation féminine pour 3 x Manon
- 2017 : Festival TV de Luchon : Prix de la meilleure interprétation féminine pour Manon 20 ans